# Regino Hernández
Regino Hernández Martín (Ceuta, Španjolska, 25. srpnja 1991.) je španjolski snowboarder. Tijekom ZOI 2018. u Pyeongchangu uspio je osvojiti olimpijsku broncu iza Australca Hughesa i francuskog branitelja naslova Vaultiera. Tim uspjehom Hernández je za svoju domovinu uspio osvojiti zimsku olimpijsku kolajnu nakon 26 godina (poslije Blance Ochoe i njene bronce u Albertvilleu). Nekoliko dana prije finala izjavio je da ako osvoji medalju bilo kojeg sjaja bit će to zahvaljujući pokojnom treneru Israelu Planasu koji mu je pomogao u jačanju karaktera.

## Olimpijske igre

### OI 2018. Pyeongchang
| Pyeongchang 2018. Finale - cross | Pyeongchang 2018. Finale - cross | Pyeongchang 2018. Finale - cross |
| RANG                             | Natjecatelj                      |                                  |
| -------------------------------- | -------------------------------- | -------------------------------- |
|                                  | Pierre Vaultier                  |                                  |
|                                  | Jarryd Hughes                    |                                  |
|                                  | Regino Hernández                 |                                  |

## Vanjske poveznice
- Profil sportaša na web stranicama Svjetske skijaške federacije